# 梅阡
梅阡（1916年—2002年），原名梅曾溥，笔名老梅，男，天津人，中国话剧、电影导演。剧作家，北京人民艺术剧院导演，中国戏剧家协会理事，第六、七届全国政协委员。